# Maison Yasui
La maison Yasui (安井家) était l'une des quatre maisons de go de l'époque d'Edo.
Elle produisit un Meijin, Yasui Sanchi (en). De manière générale, le style des joueurs de cette maison était réputé plus pragmatique qu'artistique. 
À partir de 1737, le chef de la maison Yasui était appelé Senkaku. Les noms qui suivent sont les noms posthumes.
1. 安井算哲 Santetsu 1612-1644
2. 安井算知 Sanchi 1644-1696
3. 安井知哲 Chitetsu 1696-1700
4. 安井仙角 Senkaku 1700-1737
5. 安井春哲仙角 Shuntetsu 1737-1775
6. 安井仙哲 Sentetsu 1775-1780
7. 安井仙角仙知 Senchi 1780-1814
8. 安井知得仙知 Senchi II 1814-1838 [1]
9. 安井俊哲算知 Sanchi II 1838-1858
10. 安井算英 Sanei 1858-1903

Après Sanei, la maison disparut sans héritiers.